# Thomas Macyszyn
Thomas Macyszyn (* 6. September 1979 in Hindenburg) ist ein deutscher Koch.

## Werdegang
Seine Ausbildung begann Thomas Macyszyn 2003 im Restaurant „La Provence“ in Baden-Baden. Ab November 2004 war er in dem mit einem Michelin-Stern ausgezeichneten Restaurant „Le Jardin de France“ beschäftigt und wurde dort nach seiner Gesellenprüfung 2006 zum Chef de Cuisine befördert. Ab 2008 arbeitete er für das Restaurant Navette im Columbia Hotel in Rüsselsheim. 
Dort wurde das Restaurant 2011 vom Guide Michelin mit einem Michelin-Stern ausgezeichnet. Den Stern konnte das Restaurant bis zu seiner Schließung 2015 halten. Danach war Thomas Macyszyn für kurze Zeit im Columbia Hotel Casino Travemünde als Küchendirektor tätig.
Im September 2016 machte er sich mit seinem eigenen Restaurant, dem Boathouse Hamburg selbstständig. Im September 2017 schloss er das Boathouse Hamburg wieder.

## Auszeichnungen
- 2011: Ein Michelin-Stern für das Restaurant Navette
- 2013: Entdeckung des Jahres – Journal Frankfurt
- 2013: 16 Punkte, höchster Neueinsteiger in Hessen – Gault Millau
- 2015: Koch des Jahres, 9,5 Pfannen – Gusto